# Orzechów (Cedynia)

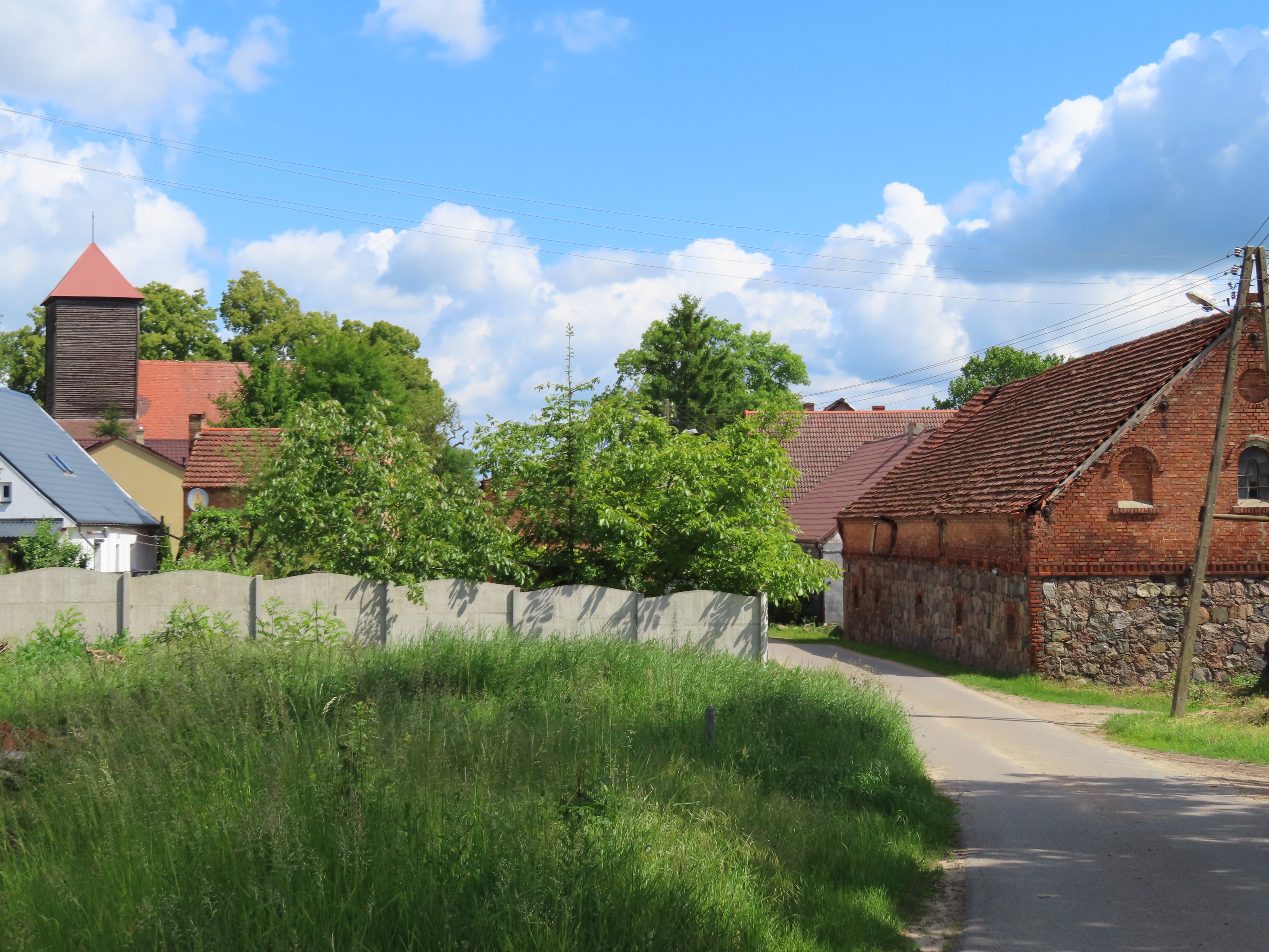
Ortsansicht Orzechów (Cedynia) mit Kirche 2025

Orzechów [ɔˈʐɛxuf] (deutsch Wrechow) ist ein Ortsteil der Gemeinde Cedynia, Powiat Gryfiński, Woiwodschaft Westpommern in Polen.

## Geografie

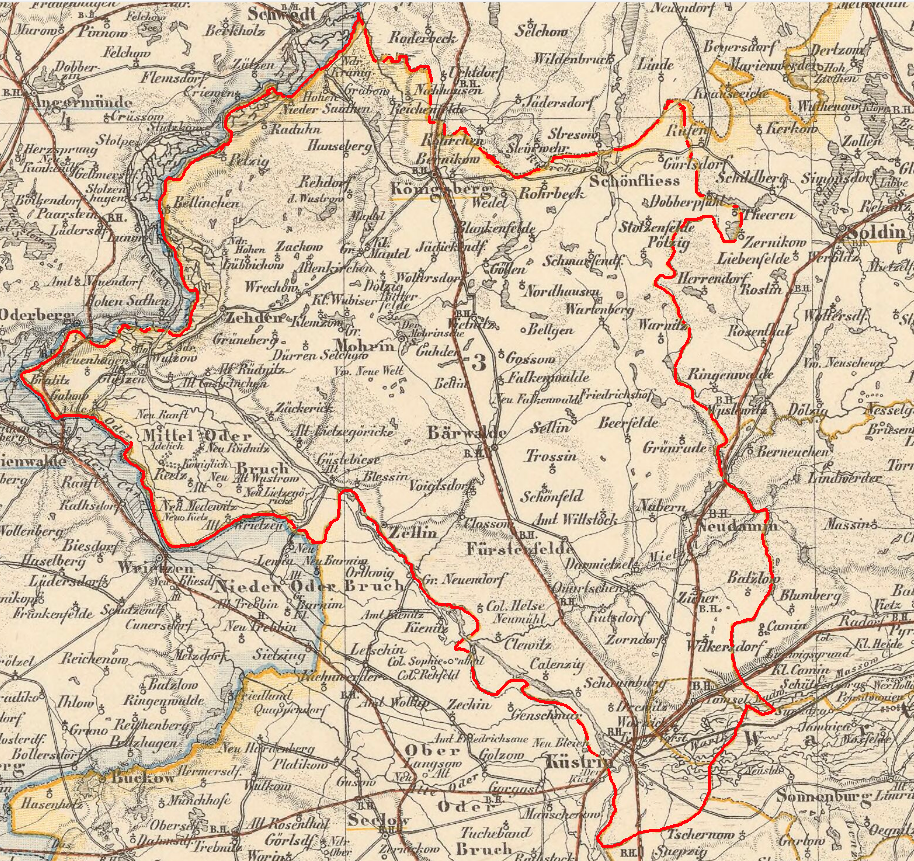
Königsberg Neumark um 1870 (Auszug) Karte der Provinz Brandenburg von Handtke, Friedrich H. (1815–1879)

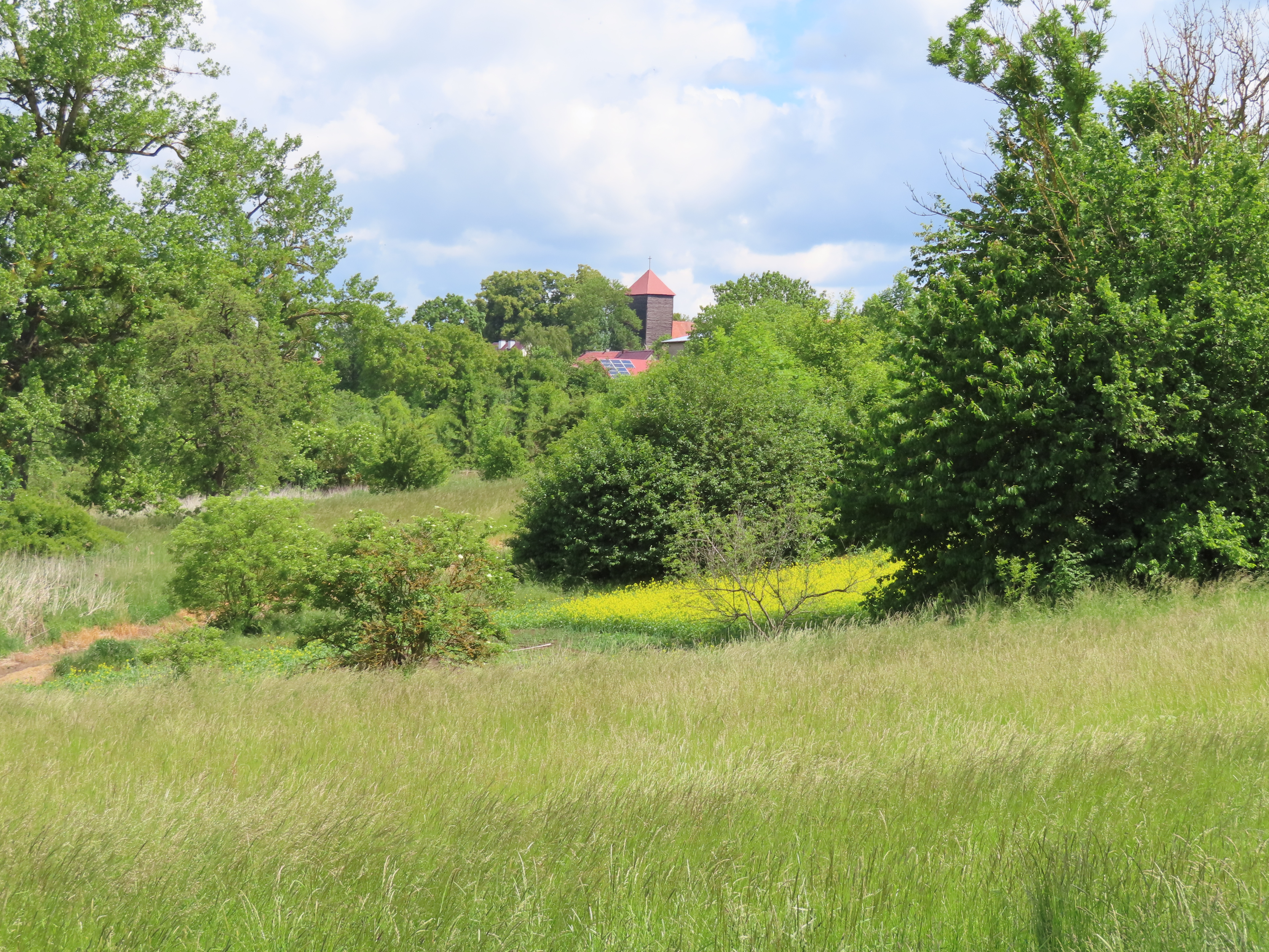
Ansicht vom Jezioro Orzechów (Krebssee) auf Orzechów (Cedynia)

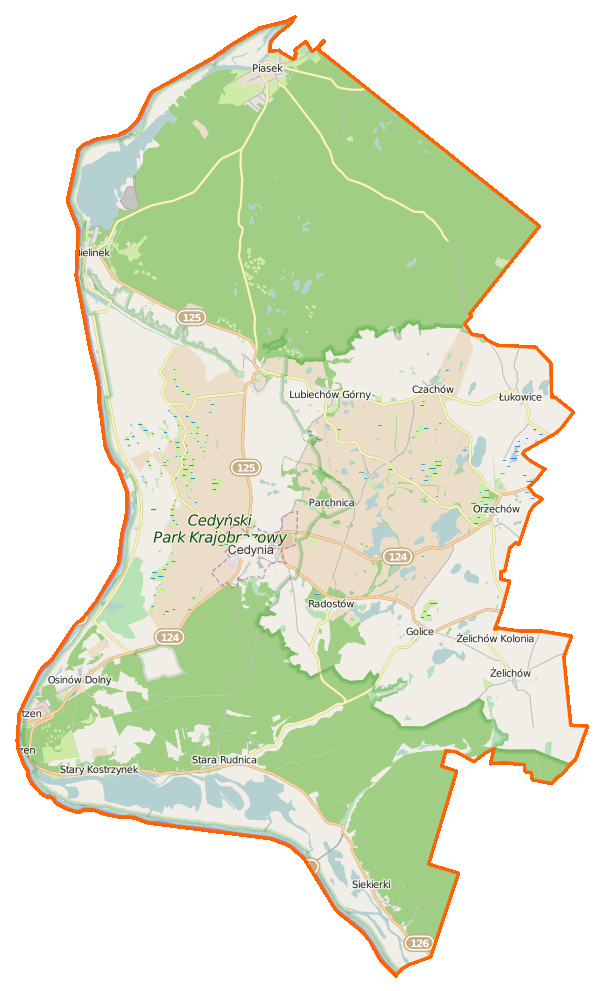
Heutige Gemeinde Cedynia

Das Angerdorf Orzechów liegt 6 Kilometer östlich von Cedynia, 43 Kilometer südlich der Powiathauptstadt Gryfino und 63 Kilometer südlich von der Wojewodschaftshauptstadt Szczecin. Die Droga wojewódzka 124 (Woiwodschaftsstraße), welche Osinów Dolny mit Chojna verbindet, verläuft durch das Dorf. Der Ort liegt am Ufer des Jezioro Orzechów (auch Jezioro Racze, deutsch Krebssee) eingebettet in der Myślibórz-Seenplatte (pol. ojezierze myślibórski), die wiederum Teil der Pommerschen Seenplatte ist.
| Lubiechów Górny | Czachów (Cedynia) und Łukowice              | Mętno                        |
| Cedynia         | Kompassrose, die auf Nachbargemeinden zeigt | Dolsko                       |
| Radostów        | Golize und Żelichów                         | Klępicz und Stare Objezierze |

## Geologie
Die Oberflächengestalt in der Wrechower Region ist durch die Weichsel-Kaltzeit geformt worden und gehört zu den Moränenlandschaften mit Schwemmböden sogenannter Alluvialboden, Findlingen, Seen und Bergkuppen. Der Untergrund besteht teils aus meterdickem Geschiebemergel, der in den Hügel mehr zu Tage tritt. Ein weiteres Bodenprofil wie Mutterboden, Lehm und Ton sind hier anzutreffen. Das Dorf liegt auf eine Höhe von 78 Metern über NN und unweit westlich erstreckt sich der Ketter Berg mit 102 Meter und nordwestlich der Kisten Berg mit 99 Meter über NN.

## Geschichte
Über die Frühbesiedelung der Region Orzechów ist bekannt, dass bei Oberflächenforschungen in den 60er und 80er Jahren des 20. Jahrhunderts eine Siedlung der Lausitzer Kultur aus dem 6. Jahrhundert v. Chr. entdeckt, und am Rande des Dorfes in den 70er Jahren eine frühmittelalterliche Siedlung aus dem 10.–11. Jahrhundert. Funde von Steinwerkzeugen der Jungsteinzeit und Steingräbern deuten auf eine noch frühere Besiedelung hin.
Wrechow gehörte von 1535 bis 1815 zur Neumark und von 1816 bis 1945 zum Landkreis Königsberg/Neumark. In drei Jahrhunderten fanden ständige Besitzzerstückelungen und -veränderungen statt. Nachfolgende Ritterfamilien waren dort begütert, von Wrech, von Jagow, von Uchtenhagen, von Buch, von Güstebiese, von Schöning, von Bredow, von Schönebeck, von Werbelow, von Sack, von Balkoew oder Balke, von Waldow, von der Marwitz und weiterhin hatten der Johanniterorden sowie der Kurfürst von Brandenburg und das Kloster Zehden Anteile.

### Ortsnamen und die erste Erwähnung 1278
Wrech, Wrach, Wregh, Wrechen, Wreich, Wreg, Wreige, Wrecho Wrechau, Wreeche, Wreichow, Wreechow, Wreckow, Wreech ist der Rittersitz und Familienname der sich unter der Herrschaft der Askanier gründete. Eine Namensdeutung wird vom Verein für die Geschichte der Neumark wie folgt abgeleitet, pomoranisch Wrech beziehungsweise Werch = altslawisch vrüchü, polnisch wierzch und sorbisch wjeŕch für Haupt, Gipfel, Berggipfel, auf der Anhöhe also Ort auf dem Berggipfel.
Eine weitere Namensableitung von Wrechow/Orzechów ist, polnisch von Orzech und Orzechowo, Orzechów, polnisch orzech = Nuss/Nussbaum und plattdeutsch wrech = Nuss oder wreche = Nüsse also Nussdorf oder Nussbaum.
Die Ersterwähnung findet am 25. Januar 1278 in einer Urkunde in Neu-Landsberg statt, hier wird Gerard von Wrech (Gerardus de Wreech) aus Wrech (Wrechow) bei Zehden genannt.
Eine zweite Nennung erfolgte am 22. Mai 1311 als die Äbtissin Mettha des Zisterzienser Nonnenklosters Cedena (Zehden, pol. Cedynia) den Bischof von Stettin Heinrich von Cammin aufsuchte und ihn um die zukünftigen Einnahmen der Kirchen von Wrechow (hier Wrech), Wobiser (Groß Wobiser), Barchhusen (Nordhausen) und Volscke auch Volseke (Nieder Wutzen), zur Verpflegung des Klosters einsetzen zu dürfen, was ihr der Bischof genehmigte. Das Kirchenpatronat der genannten Kirchen hatte das Kloster bereits inne.
- Anmerkung: (Wutzeno (1299), Nieder Wutzow (1718), Niederwutzen, Osinów Dolny (1945) )

### Besitzverhältnisse

#### 1278
Ritter Gerhard von Wrech gehörte einer mit der Familie Jagow verwandten Familie an und ging später nach Myślibórz (Soldin) und wurde dort Mühlenbesitzer.

#### 1337
Im Auszug aus dem Märkischen Landbuch des Markgrafen Ludwig des Älteren gehört Wrechow (hier Wregh) zum Land Bärwalde.
Henning von Jagow war zu dieser Zeit begütert in Wrechow
- Betrachtung nach Siegmund Wilhelm Wohlbrück: Zitat: Der genannte Ritter Henning von Jagow ist der Stammvater eines andern Neumärkischen Geschlechtes geworden, das im Jahre 1795 in der Person des Kammerherrn Grafen Ludwig Alexander von Wreech erloschen ist. Denn nach dem Neumärkischen Landbuche vom Jahre 1337 hatte Ritter Henning von Jagow das Dorf Wreech (Wrechow) mit Ober- und Untergericht und dem Dienste von 5 Lehnpferden inne. Der Herausgeber hielt es schon für wahrscheinlich, das der im Jahre 1346 vorkommende Henning von Wrech ein und dieselbe Person sein möge mit jenem Henning von Jagow eine Vermutung, welche volle Bestätigung erhält, durch das Wappen der von Wreech, in welchem sich, wenn auch in Farben verschieden, das Jagowsche Rad zeigt.[11]
- Zu dieser Zeit hatte Wrechow 64 Hufe.

#### Bis 1347/48 in Erbfolge
Klaus von Jagow

#### Verkauf 1446
Im Jahr 1446 verkauft Cord Gustebise (Güstebiese) auf Grunneberge (Grünberg im Arnwalder Kreis) an Merten von Scheninghe (Schöning) auf Grabo (Grabow im Königsberger Kreis) und an seine rechten Erben 16 Hufen im Dorf Wrechow (hier Wregh im Königsberger Kreis), einen Kossätenhof, eine freie Schäferei mit allem Zubehör, Brüchen, Dienst, Pacht, die Anteile am höchsten und niederem Gericht, mit Wasser, Holzung, Fischerei, Grasung, Wiesenwachs (Ertrag an Heu), Viehweiden, Anteile am Kirchenlehen, dem Straßenrecht und elftehalb Mark auf den Krug.

#### Pfandbesitz 1460
Arnim von Bredow erhält von Friedrich II. von Brandenburg für 1800 Rheinische Gulden als Pfandbesitz, die Hufe zu Wreth (Wrechow), Grüneberg mit dazu gehörenden Dörfern und Gütern, Zäckerick, Güstebise, Selchow, die Dorfstätte Cutzdorf bei Küstrin (Kurczdorf) und das wüste Dorf Eckhorn (Gut Eichhorn in der Nähe des Bahnhofs Zäckerick - Alt-Rüdnitz)

#### Verkauf 1466
Am 7. Januar verkauft Kurfürst Friedrich II. von Brandenburg den Hof und das ganze Dorf Grüneberg (Golice (Cedynia)) für 8500 rheinische Gulden, aus dem vormaligen Besitz des Vogts der Neumark Christoph Eglinger (auch Christoffel), an den Herrenmeister Liborius von Schlieben und den ganzen Johanniterorden. Dazu verkauft er noch 16 Hufen mit Zins und Rente im Dorf Wrechow (Orzechów, hier Wreich), die Dörfer Güstebiese (Gozdowice), das wüste Conradesdorp, Dürrenselchow (Żelichów), das im Sternberger Land gelegene Trebow (Trzebów), Eichhorn (Zaborzyce) mit halber Mühle, Seen, Wälder und Zubehör und Zäckerick (Siekierki).

#### Belehnung in Erbfolge 1472
Der Markgraf Albrecht von Brandenburg belehnt Wilhelm, Achim, Claus und Laurenz, Gebrüder und Gevettern von Scheninge (Schöning), zu rechtem Mannlehen und gesamten Hand mit dem Dorf Grabow und was sie an Rechten und Gütern haben, in Wrechow (hier Wrechen), Zachow, Nedder Kregenick (Nieder Kränig), Hohen Lübbichow, Hansberch (Hanseberg), Nieder Lübbichow, wie sie im Besitz von Vater und Vetter Merten von Schenigh (Schöning) waren.

#### Verkauf 1609
Im Jahr 1609 verkaufte Georg von Werbelow seinen alten Wrechower Besitz von 20 Hufen an Friedrich von Sack Butterfelde oder dessen im selben Jahr genannten Nachfolger Sigismund von Sack. Die 20 Hufen setzen sich zusammen aus 9 ursprünglichen und 7 angenommenen Ritterhufen, dem 4 Hufen-Hof, der noch immer unbesetzt war und als Meierhof gebraucht wurde, drei Kossäten, zwei Teilen am Kruge, mit dazugehörigen Rechten. Im selben Jahr verkaufte Georg von Werbelow seinen Anteil am Gut, mit 20 Hufen (2 Bauern hatten davon 8 1/2 Hufen und 4 Kossäten) an Sigismund oder Friedrich von Sack.
- Peter II. von der Marwitz (* 22. November 1557, † 24. Juli 1612) Herr auf Beerfelde und Wrechow (hier Wreckow), verheiratet im Jahr 1587 mit Anna geb. von Sack aus dem Hause Butterfelde-Vietniz.[18]

#### Im Dreißigjähriger Krieg (1618–1648)
Während des Dreißigjährigen Kriegs besetzten die Schweden die Neumark von 1637 bis 1648. Die Bevölkerung und Bauern hatte darunter sehr zu leiden, versuchte sich mit ihrem Vieh in den unwegsamen sumpfigen Wälder zu verbergen und wurde teils auch von der Pest betroffen. Die Zahl der Einwohner soll bis zur Hälfte dezimiert worden sein. Etliche Dörfer fielen der Zerstörung zum Opfer und die Beseitigung der Kriegsschäden hielt Jahrzehnte an, darum fehlen Aufzeichnungen aus diesen Jahren. Alle Landesfürsten, Gutsbesitzer und Einwohner der Dörfer waren zwangsläufig in die umfangreichen Kämpfe hineingezogen worden und waren sich teil selbst überlassen.
Im Königsberger Kreise den 24 Juli 1626 wurden zur Kriegsmusterung 44 Lehnpferde vorgeführt, davon:
- 8 Pferde Hans von Schönebeck Rittmeister neben desselben Brüdern und Vettern
- 7 Pferde Hans von Sydow und Kurt sein Vetter auf Schönfeld, Gossow und Rehdorf
- 5 Pferde Die von Sack zu Rohrbeck, Blankenfelde, Vietnik und Butterfelde
- 4 Pferde Alexander von der Osten, der Cornet, nebst seinen Brüdern
- 3 Pferde Die von Marmitz zu Bärfelde, Sellin und Grünrade
- 3 Pferde Die von Mörner auf Zellin und Klossow
- 3 Pferde Die Schöning zu Hohen Lübbichow
- 2 Pferde Die von Sydow zu Stolzenfelde, Schmarfendorf, Görlsdorf, Dobber Phul und Theeren
- 2 Pferde Die von Strauß zu Zernickow (Czerników), Kränig und Hanseberg
- 1 Pferd Der von Ilow zu Wittstock und Stoer zu Wartenberg
- 1 Pferd Die Damniz zu Rostin und Herrendorf
- 1 Pferd Christoph von Sack und Christoph Werbelow zu Bellin
- 1 Pferd Die Stoere von Nordhausen
- 1 Pferd Die von Waldow, Balcke und Schönebeck von Wrechow
- 1 Pferd Achaz von Plöz zu Wartenberg und Hagen zu Naulin
- 1 Pferd Die Dossow von Peekig und die Dossow wegen des Guts Saathen[19]

#### Johanniterorden Anteile 1665
Dem Johanniterordensamt Grüneberg gehörten Anteile von Wrechow, das eigentlich zum königlichen Amt Zehden gehört, es waren vier Bauern und ein Freihäusler, mit je vier Hufen Ackerland. Sie dienen dem Ordensamt und bezahlen den Zehnt von ihrer Viehzucht. Für den üblichen Gesindelohn müssen ihre Kinder dem Ritteramt Zwangsarbeit leisten.
Im Jahr 1718 betrug der königliche Anteil in Wrechow 6 Bauern = 24 Hufen und 5 Kossäten = 5 Hufen, dazu das Vorwerk mit 16 3/4 Hufen, insgesamt also 45 3/4 Hufen, die 6 Bauern und die Kossäten blieben weiterhin bei Zehden, bis sie zu Beginn des 19. Jahrhunderts Eigentümer wurde.

## Das Vorwerk/Rittergut

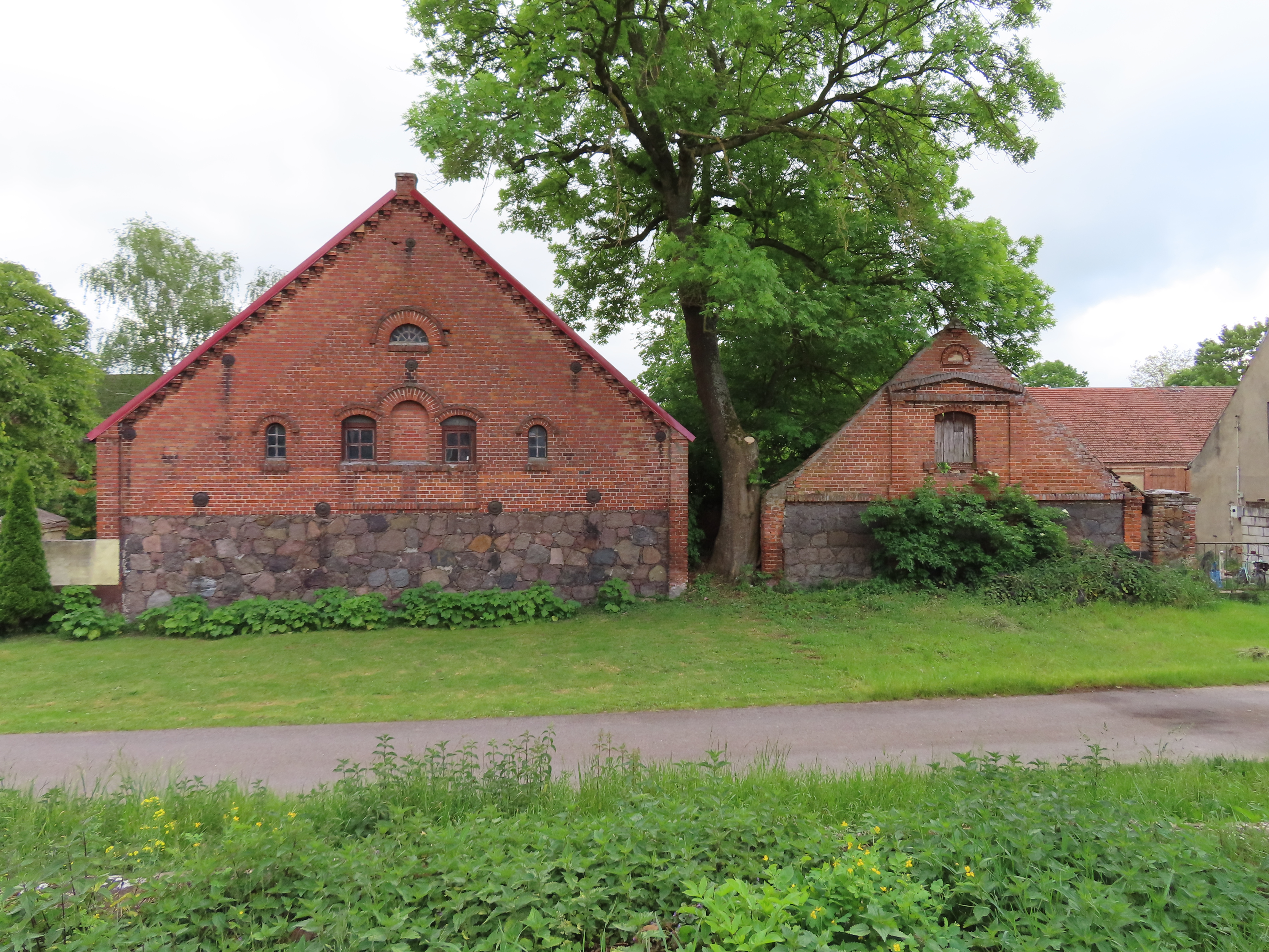
Historische Ortsansicht Orzechów (Cedynia) 2025

Das Vorwerk, im 19. Jahrhundert wieder Rittergut genannt, erscheint zum ersten Male 1649. Seine Größe wechselte ständig und betrug:
- 1649  16 Hufen
- 1718  16 3/4 Hufen
- 1802  11 1/3 Hufen (688 Morgen)
- 1811  13 Hufen (780 Morgen)
- um 1820  13 Hufen
- um 1910  16 Hufen (269,5 Hektar)
- um 1930  21 Hufen (324 Hektar in Bewirtschaftung)

Von der Mitte des 17. Jahrhunderts bis 1811 bildete dieser Anteil also das Amtsvorwerk Wrechow und wurde während der Zeit vererbpachtet oder vom Amte aus bewirtschaftet.

### Pächter und Verwalter (Auswahl)
- 1705 Michael Montse, Meier in Wrechow
- 1713 Callre, Pensionarius (Pensionär)
- 1716–24 Michael David Rabe, Pächter
- 1727–40 Amtmann Tornarius von Zehden
- 1727–28 Martin Zerbst, Hagemeister (auch Haushalter genannt)
- 1729 Michael Plampe, Haushalter und Meier
- 1729–32 Michel Zerbst. er wird zur selben Zeit, wie Plampe als Hanshalter beim Vorwerk zu Wrechow genannt, auch Verwalter, Meier, Statthalter
- 1741–44 Peter Butzke, Meier des Königlichen Vorwerks Wrechow
- 1749–67 Gürgen Otto, Meier
- 1749–98 Amtmann Bloch
- 1718–(?) Amtmann Pful
- 1809–10 Amtmann Pasdorf
- bis 1811 Amtmann Friedrich Wilhelm Runge

Im Jahr l811 wurde das Vorwerk an den ehemaligen Landrat Leopold von Reichenbach verkauft, der es in demselben Jahre an seine Tochter Ernestine, die Ehefrau des Hauptmanns Friedrich Christian von Schrabisch, übereignete. Frau von Schrabisch erhielt 1816 alle Rechte am Rittergut Wrechow. Im Jahr 1819 verkauft sie das Gut an den Bauern Karl Köbcke aus Groß Neuendorf. Dieser teilte das etwa 770 Morgen große Rittergut im Jahr 1820 auf.
Es erhielten:
- 226 Morgen Acker der Ökonom Schadow
- 20 Morgen Wiese der Schulze Stahl
- 30 Morgen Land die  Kossäten Christian und Friedrich Engel
- 71 Morgen Land der Mühlenmeister Toebbike
- 10 Morgen Land der Kossät Dückmann
- Seen und Gewässer der Bauer Christian Gesche

Den Rest des Rittergutes von gut 400 Morgen erwarben laut Vertrag vom 4. September 1821 die 6 Wrechower Bauern: Martin Buhrow, Christian Lebmann, Peter Egeler, Christian Gesche, Johann Gerwing (im Jahr 1821–22, in Erbfolge dann Christian Georg Gerwing 1822–32) und Gottfried Engel.

### Rittergutsbesitzer seit 1811
- 1811–19 Ernestine von Schrabich
- 1819–21 Karl Koepcke
- 1821–32 sechs Bauern gemeinsam, Rest aufgeteilt
- 1832–40 Adolf Kisting
- 1841–61 Ernst Friedrich Protz
- 1861–88 Albert Protz
- 1888–1901 Walrat von Biela
- 1901–1907 Ferdinand Tölke
- 1907– Friedrich Wesche[23]

## Geistliche des Orts

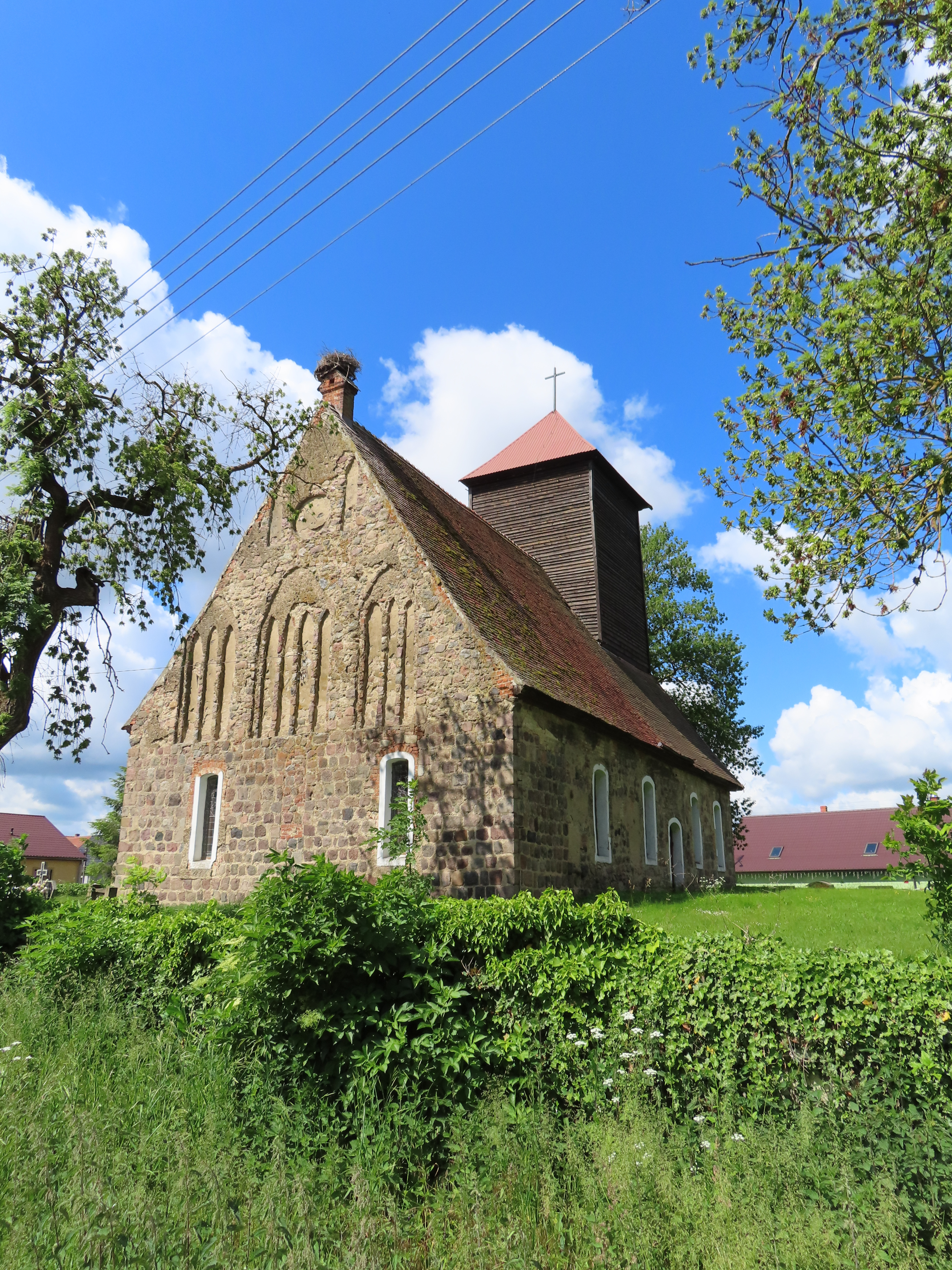
Dorfkirche Orzechów (Cedynia) 2 2025

Im Jahr 1598 besaß der Pfarrer in Wrechow vier Hufen und zwei Kornhöfe mit zusammen 3 Morgen, er bewirtschaftete alles selbst. Außerdem besaß er in Zachow vier Hufen, eine davon gebrauchte die Kirche. Diese hatte als Eigenbesitz noch einige kleine Teilstücke.
Die Größe des Pfarrackers betrug im Jahr 1697 mit Garten und allem anderen Zubehör 180 Morgen.
Die Einnahmen der Pfarrer und der Kirche setzten sich im 16., 17. und 18. Jahrhundert aus folgenden Positionen zusammen, Opfer der Kommunikanten, Eier, Hammel, Messkorn, Einnahmen für Standpredigten, Pachteinkünfte und Einkünfte aus Selbstbewirtschaftung seiner Hufen. Hierfür verfügte er über Scheune und Stallungen und der Dachboden des Pfarrhauses wurde als Kornspeicher genutzt. Zu den Ausgaben gehörten Spenden, Abgaben und Reparaturen.
Das Einkommen des Pfarrers belief sich am Ende des 17. Jahrhunderts auf, je ein Scheffel Messkorn von ca. 62 Hufen, jeweils zu Martini zwei Eier von jeder Hufe und vier Eier von jedem Kössäten, aus jedem Haus eine Bratwurst (der Küster bekam die Hälfte der Eier und der Würste), aus Wrechow bekam der Pfarrer noch zwei Scheffel Korn für die Rechnungsführung. Im Jahr 1783 bekam der Pfarrer bei ganzer Mast zwei Freischweine und bei halber Mast ein Schwein, auch bei verpachteter Schweinemast.
- 1494 Paul Swasth
- 1494 – Johannes Hoffmann
- 1560–64 Martin Polen
- um 1565–73 Lukas Reler
- 1573–etwa 90 Hiob Cramer
- um 1602 Andreas Gribenitz
- um 1624–46 M. Johann Zimmermann
- 1646–56 Jakobus Conradi
- 1656–84 Xantus Breitkopf de Torellis
- 1684–97 Johann Friedrich Waldow
- 1697–1729 Balthasar Greulich
- 1729–58 Christian Conrad Evenius
- 1758–1808 August Wilhelm Evenius
- 1808–22 Johann Friedrich Klotz
- 1822–38 Eduard August Köppel
- 1838–75 Hermann Gretzel
- 1875–1905 Albert Carl Theodor Dortschy
- 1905–34 Otto Schattenberg
- 1934– nicht besetzt

## Wrechower Küster und Lehrer
Die erste Nachricht über einen Lehrer steht im Grüneberger Kirchenbuch. Dort wird im Jahr 1656 Martin N. als Schulmeister und Küster erwähnt. Jede Gemeinde in der Region verfügte schon damals über einen eigenen Lehrer. Der Küsterdienst aber wurde bis 1765 für alle 3 Dörfer, Wrechow, Zachow und Altenkirchen von dem Wrechower Schulmeister ausgeübt. In seiner Eigenschaft als Patron besetzte der König die Lehrer- und Küsterstellen. In den meisten Fällen setzte er dafür alte Invaliden und abgedankte Unteroffiziere ein, die leider nicht immer in der Lage waren diese Funktion auszuüben. Sie warn aber durchaus interessiert, dass die Schulkinder etwas lernten, denn die Lehrer bekamen eine Vergütung von den Eltern. Im Jahr 1763 gab es für jedes Kind „so lernet es lesen“ drei Groschen und ein Fuder Holz vierteljährlich, und für jedes, was schreiben lernt, sechs Groschen und ein Fuder Holz. Zu damaliger Zeit schickten die Bauern ihre Kinder sehr ungern in die Schule und suchten jeden geringsten Anlass dafür auszunutzen.
- 1624 Michael Herphert
- 1656 Martin N., Schulmeister und Küster
- (1699)–1732 Samuel Seltenreich
- 1733–1764 Andreas Koch
- 1764–1766 (?) Ludwig Theodor Koeltzke
- 1766 (?)–(?) Wideke oder Wiedeke
- (1785)–1802 Peter Riebeler, ein Garnweber
- 1802–1835 Johann Friedrich Fryer, ein Schneidergeselle
- 1835–1840 Ferdinand Müller
- 1840–1844 Johann Jaenisch
- 1844–1859 Woysche
- 1859–1885 Albert Bürstenbinder
- 1885–1923 Carl Peege, Kantor
- 1923–1925 Sprecher
- 1925– Hans Wendler[24]

## Wrechower Schulzen
In Wrechow besaß der amtierende Schulze nur 4 Morgen, 67 Quadratruten als Nießbraucher. 1832 fielen hiervon 7/22zigstel an den Königlich Preußischen Domänenfiskus und 15/22zigstel an die Gemeinde Wrechow, der dann auch seit 1884 das Nießbrauchrecht an den 7/22zigstel zustand. Der Schulzn hatte noch andere kleine Vorrechte, wie z. B. die Zehntfreiheit. Der Schulze bzw. das Dorfgericht durfte bei keiner Klage oder Beschwerde seitens der Bauern übergangen werden. Der Schulze leitete erst alle Gesuche zum Amt Zehden bzw. Grüneberg weiter, um ein Entscheidung herbeizuführen.
- (1663–88) Regenberg
- (1699)–(1732) Christian Regenberg
- (1733)–1740 Martin Regenberg
- (1742)–1758 Gürgen Schulte, gleichzeitig Krüger
- 1758 Hans Regenberg
- (1762)–(1779) Christian Papke
- (1782)–(1790) Michael Mekelburg
- 1790–1813 Peter Glaubius
- (1814)–24 Christian Gesche
- 1824–43 Peter Egler
- 1843–46 Gottfried Engel
- 1846–53 Christian Friedrich Gesche
- 1853–80 Friedrich Zunke
- 1880–1910 Martin Buhrow (1839–1916) (ehem. Gemeinde- und Amtsvorsteher; Träger des Roten Adlerordens IV. Klasse)
- 1911–20 Friedrich Gerwing
- 1920 Hermann Engel
- 1920–23 Karl Sasse
- 1924 Gustav Gesche
- 1925–31 Friedrich Gerwing, nochmals
- 1931– Emil Zunke[25]

## Bekannte Bauernwirtschaften (Auswahl)

### Der Buhrow´sche Hof
Die Buhrow´sche Wirtschaft war früher mit dem Kruge verbunden, der bis ca. 1840 bestand.
- 1664 Paul Rühl (verheiratet mit Katharina), Besitzer
- (1688 ) bis vor 1697 †  Martin Bolle, Krüger und Gerichtsperson
- (1699) bis 1724 †  Peter Grentze
- (1726) Maria Libenow geb. Wagner, Krügerin
- (1730) Gottfried Schulze
- 1730–58  Jürgen Schulte † 1758, er heiratete 1726 die Krügerin Maria Libenow
- 1758–59 in Erbfolge, Schultes Witwe Maria
- 1759–(68) Gottfried Stokfisch, † 1790, 1772 im Ruhestand, im Jahr 1759 heiratete er die vorgenannte Maria
- (1770)–1799 † Gottfried Buhre, auch Burow genannt (1782 im Untertanenbuch von Wrechow als Guhre geführt!), verheiratet mit Luise Schulz aus Litzegörike (heute Stare Łysogórki)

Am 18. Februar 1804 wurde der Hof erb- und eigentümlich zugeschrieben (die Erbschaftssteuer betrug 400 Taler und die Grundsteuer 600 Taler).
- (1805)–38 Martin Buhro † 1846, verh. mit Maria geb. Schulz.
- 1838–70 Martin Buhrow, †  1893
- 1870–1909 Martin Buhrow (* 1839–† 1916) Amts- und Gemeindevorsteher
- Seit 1919 dessen Sohn Martin Buhrow (* 1874–† 1954 in Groß Neuendorf).

Der Besitz im Jahr 1718 belief sich auf 4 Hufen, im Jahr 1804 um 3 3/10 reduzierte Hufen, umfasste die Wirtschaft bis zum Beginn des Zweiten Weltkriegs 40 Hektar, 94 Ar, 70 Quadratruten.
Der Hof existiert heute nicht mehr, durch Kriegseinwirkungen und Vertreibung.

### Der Regenberg- und Holzendorfhof
Die größte damalige Bauernwirtschaft lag an der Landstraße zwischen Wrechow und Zehden, ungefähr 3 Kilometer von Wrechow entfernt und bildete das Holzendorfer Vorwerk Idashof. Das Areal umfasste früher 4 Hufen und einer Hofstelle im Dorfe.
- (1663–88)  Matthiß Regenberg, Schulze
- (1699–1732) sein Sohn Christian
- (1727)–40 † Martin R.
- (1742)–58 † Gottfried oder Friedrich R.
- 1760–72 † Hans Heering
- 1772–73 In Erbfolge Maria geb. Regenberg, seine Witwe
- 1773–1813 Peter Glaubius, oder Globius.
- 1813–43 (?) Christian Gesche (der Ältere), er heiratete Marie Glaubius. Den eigentlichen Bauernhof löste er 1843 auf, richtete aber eine Bäckerei für seinen Sohn Friedrich Gesche ein und verkaufte seinen Besitz, Ausgeschlossen hiervon war die alte Hofstelle im Dorfe, nebst Gebäuden, Garten, Achterhof (Nebenhof) und 2 Wiesen im Dorf an den Rittergutsbesitzer Eduard von Holzendorf zu Karlstein (auch Carlstein, polnisch Radostów) bei Zehden, der wiederum seinen ganzen Besitz 1863 an seine Tochter vererbte. Die Bäckerei bestand noch 1852, bis die Gebäude an (Martin) Buhrow verkauft wurden.[27]

## Wohnplätze von Wrechow 1885
- Pappelhorst Vorwerk/Rittergut von Wrechow (westlich von Wrechow gelegen) 2 Gebäude und 31 Einwohnern

Anmerkung: Dieser Wohnplatz gründete sich am 18. Dezember 1821, durch den Grundbesitzer Karl Koepcke (hier auch Köpke oder Köpcke), der sich bei Wrechow 220 Morgen Land sicherte und darauf ein Wohnhaus mit zugehörigen Wirtschaftsgebäuden errichtete. Von der königlich preußischen Regierung erhielt der Wohnplatz den Namen Pappelhorst.
- Schäferei (nördlich von Wrechow gelegen) 1 Gebäude und 10 Einwohner
- Idashof (südwestlich von Wrechow gelegen) im Jahr 1895 1 Gebäude und 21 Einwohner[29]

## Einwohnerentwicklung
| Jahr    | Einwohner                                                 | Besitz                                         |
| ------- | --------------------------------------------------------- | ---------------------------------------------- |
| 1337    | 13 Bauern                                                 | 51 Hufen, Rittergut= 9 Hufen, Pfarrer= 4 Hufen |
| 1562/98 | 10 Bauern (?)                                             |                                                |
| 1649/50 | 8 Bauern                                                  | 11 Höfe                                        |
| 1672    | -                                                         | -                                              |
| 1674    | -                                                         | -                                              |
| 1676    | -                                                         | -                                              |
| 1718    | 10 Bauern, 5 Kossäten                                     | 45 Hufen Vorwerk = 16 3/4 Hufen                |
| um 1755 | 10 Bauern, 5 Kossäten                                     | (?) Vorwerk = 746 Morgen = 12 1/2 Hufen        |
| 1802    | 10 Bauern, 5 Kossäten, 10 Einlieger, 1 Fischer, 1 Schmied | Vorwerk = 688 Morgen                           |
| 1811    | -                                                         | Vorwerk = 780 Morgen                           |
| 1844    | 377 Einwohner                                             | -                                              |
| 1895    | 290 Einwohner                                             | -                                              |
| 1910    | 239 Einwohner                                             | -                                              |
| 1925    | 362 Einwohner, (davon Rittergut 121)                      | -                                              |
| 1930    | 362 Einwohner                                             | -                                              |
| 1933    | 331 Einwohner                                             | -                                              |
| 1935    | 329 Einwohner, 7 Bauern                                   | -                                              |
| 1939    | 322 Einwohner                                             | -                                              |
| 2021    | 129 Einwohner                                             | -                                              |

## Ansässiges Gewerbe 1892
- Gasthof; Geschwister Krüger, Johanna  Liesener
- Bäckerei; August Stockfisch, Otto Stockfisch
- Friseurgeschäft; Oswald Krümbholz
- Gemischtwaren; Geschwister Krüger, Johanna Liesener
- Sattlerei; Willi Rubin
- Schmiede; Wilhelm Diescher
- Schneiderei; Ernst Schulz
- Schuhmacherei; Karl Kuke
- Stellmacherei; Wilhelm Engel
- Viehhandlungen; Hermann Krüger[33]

## Die Brandkatastrophe
In der Nacht vom 12. auf den 13. Juli 1895 kam es zu einer tragischen Brandkatastrophe, die Mühle von Mühlenbesitzer Gustav (oder auch Gustaf) Machus, in Wrechow, brannte ab. Durch einen Arbeitsunfall, beim abstellen des Mühlengetriebes, geriet der Mühlenmeister hinein und blockierte es, was zu einer Überhitzung führte und er und die Mühle durch dieses Ereignis verbrannten.

## Nach dem Zweiten Weltkrieg
Am 3. Februar 1945 wurde Wrechow von der Roten Armee besetzt. Nach dem Zweiten Weltkrieg kam das Dorf zu Polen und erhielt den Namen Orzechów.

## Politik
- 20. Mai 2024 Dorfvorsteherin Anna Fedorowicz, Tochter von Agnieszka Fedorowicz (jeweils für fünf Jahre), weitere Dorfratsmitglieder: Helena Jadach und Anna Jacyna
- 12. Juli 2019 Dorfvorsteherin Agnieszka Fedorowicz bis 2024, weitere Dorfratsmitglieder: Helena Jadach, Iwona Wdowiak und Anna Jacyna

## Sehenswürdigkeiten
In Orzechów gibt es eine gotische Kirche St. Johannes der Täufer, welche in der zweiten Hälfte des 13. Jahrhunderts gebaut wurde. Im Jahr 1842 erhielt die Kirche eine Orgel, die vom Berliner Orgelbaumeister Carl August Buchholz errichtet wurde (Orgel heute nicht mehr vorhanden). Nach dem Zweiten Weltkrieg bekam die Kirche einen hölzernen Turm, da der alte, welcher ursprünglich aus Backsteinen bestand, im Krieg schwer beschädigt wurde.

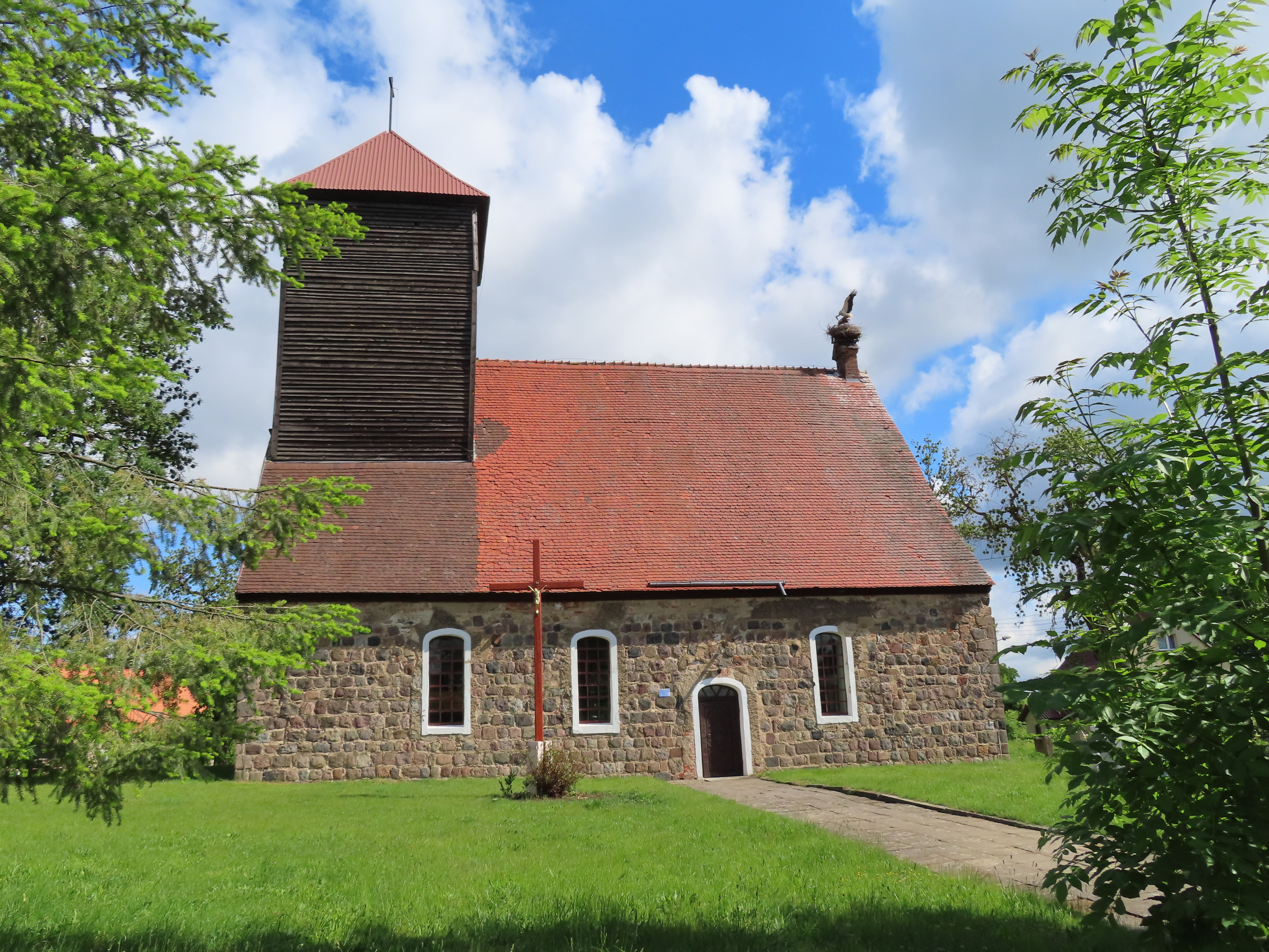
Dorfkirche Orzechów (Cedynia) 2025
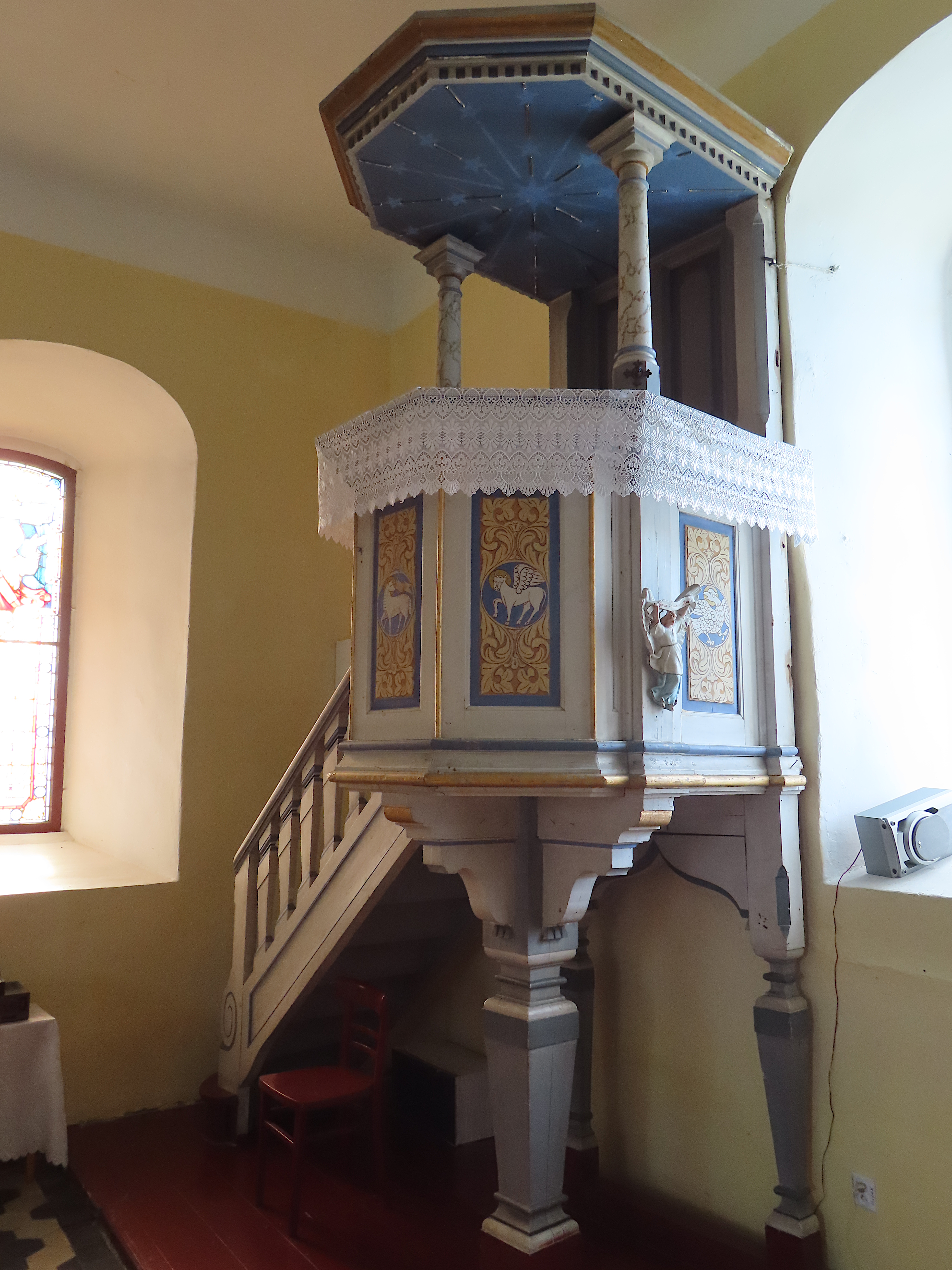
Kanzel der Kirche
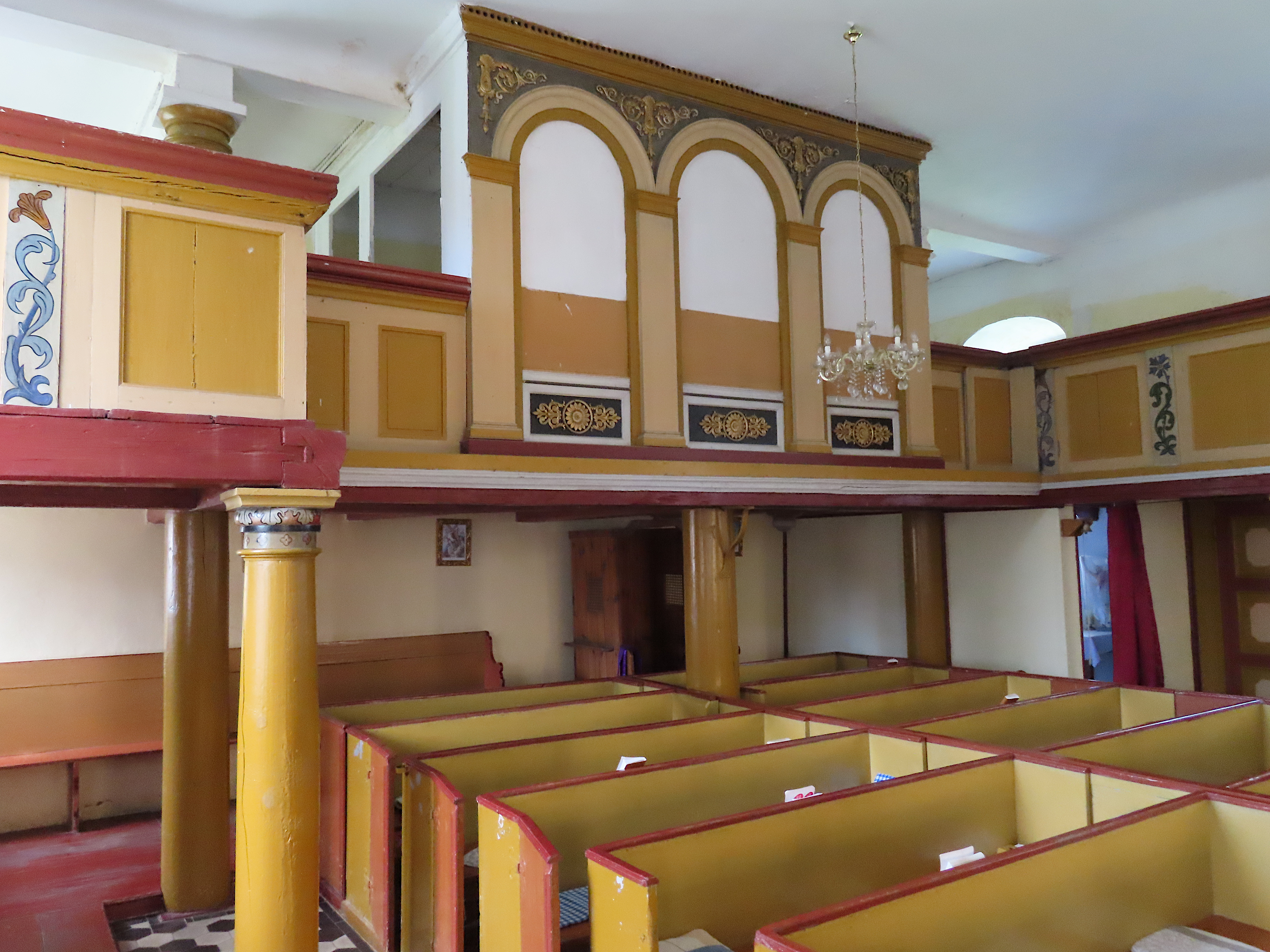
Blick auf die Chorempore (keine Orgel mehr vorhanden)
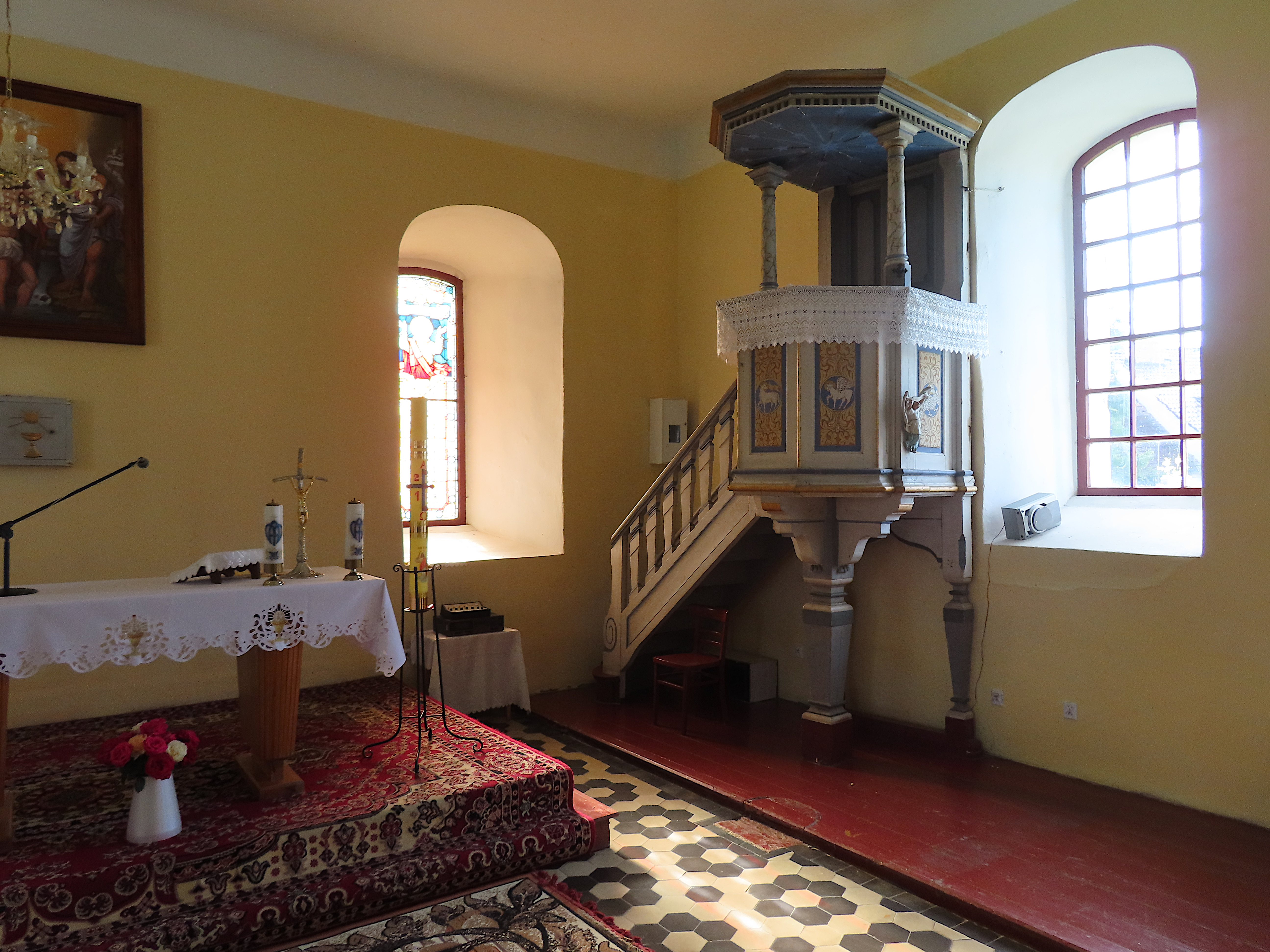
Altarbereich mit Altar, Kachelfußboden und Kanzel
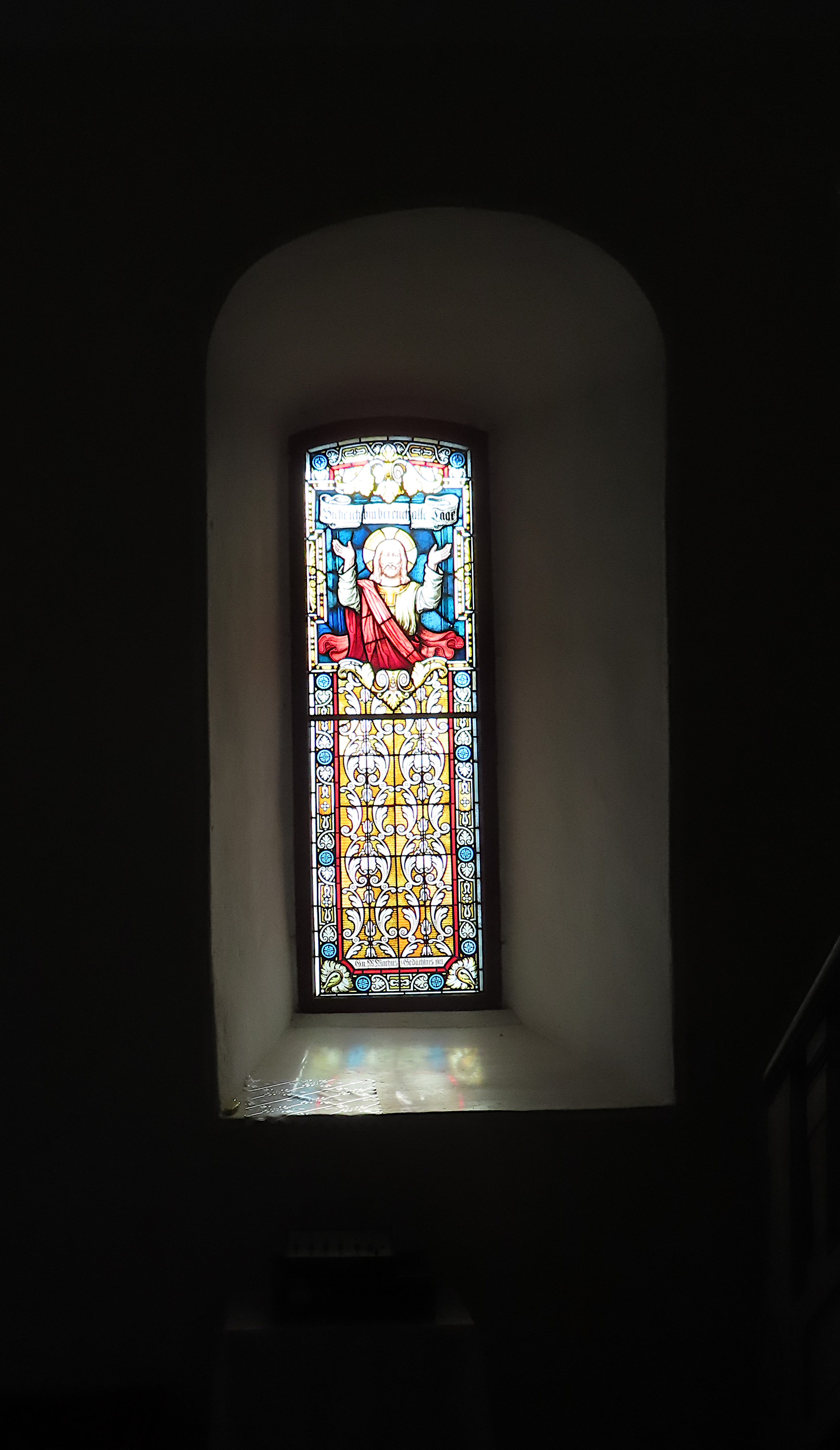
Bleiglasfenster 2
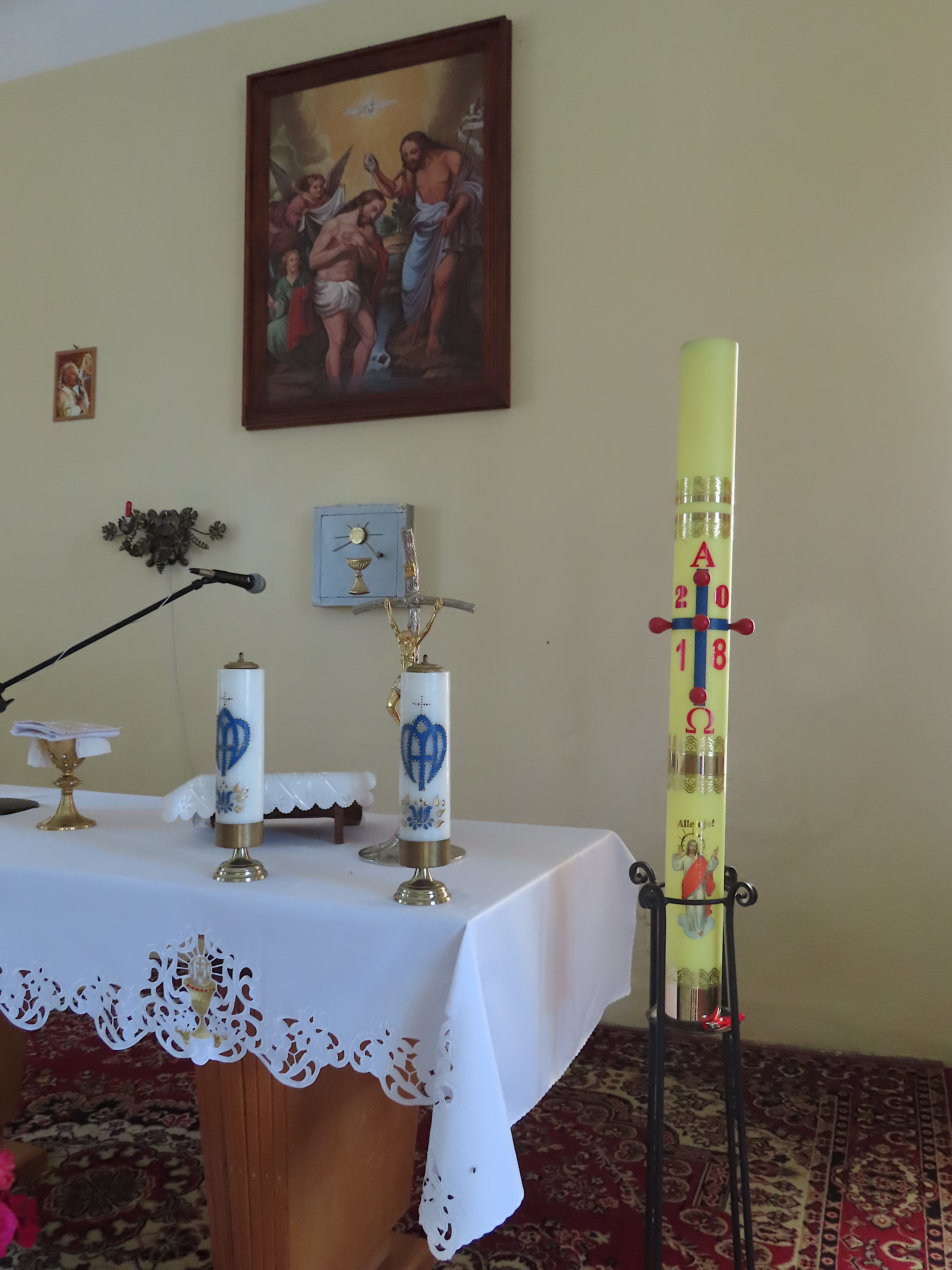
Altar der Kirche
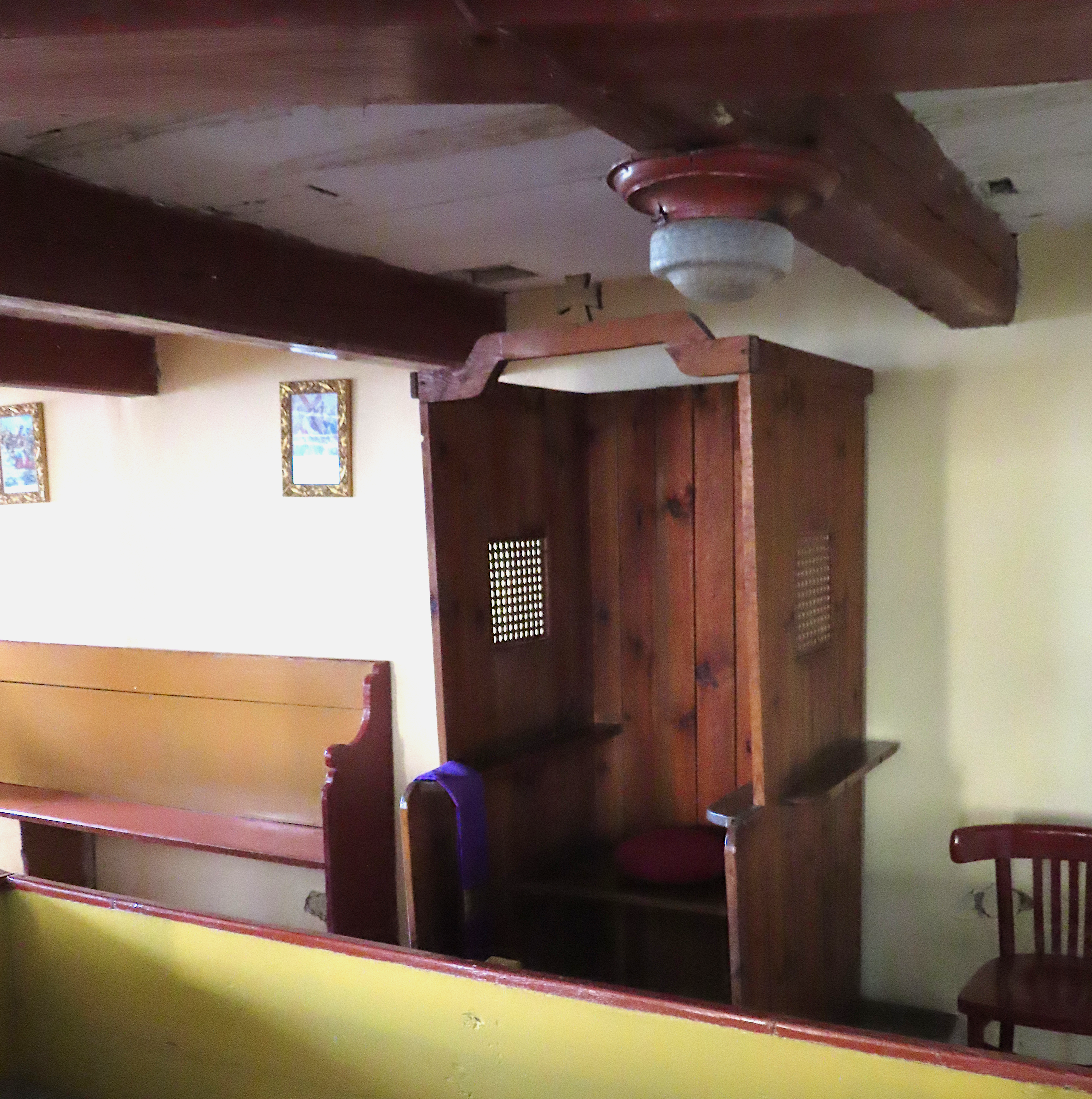
Beichtstuhl unter der Chorempore
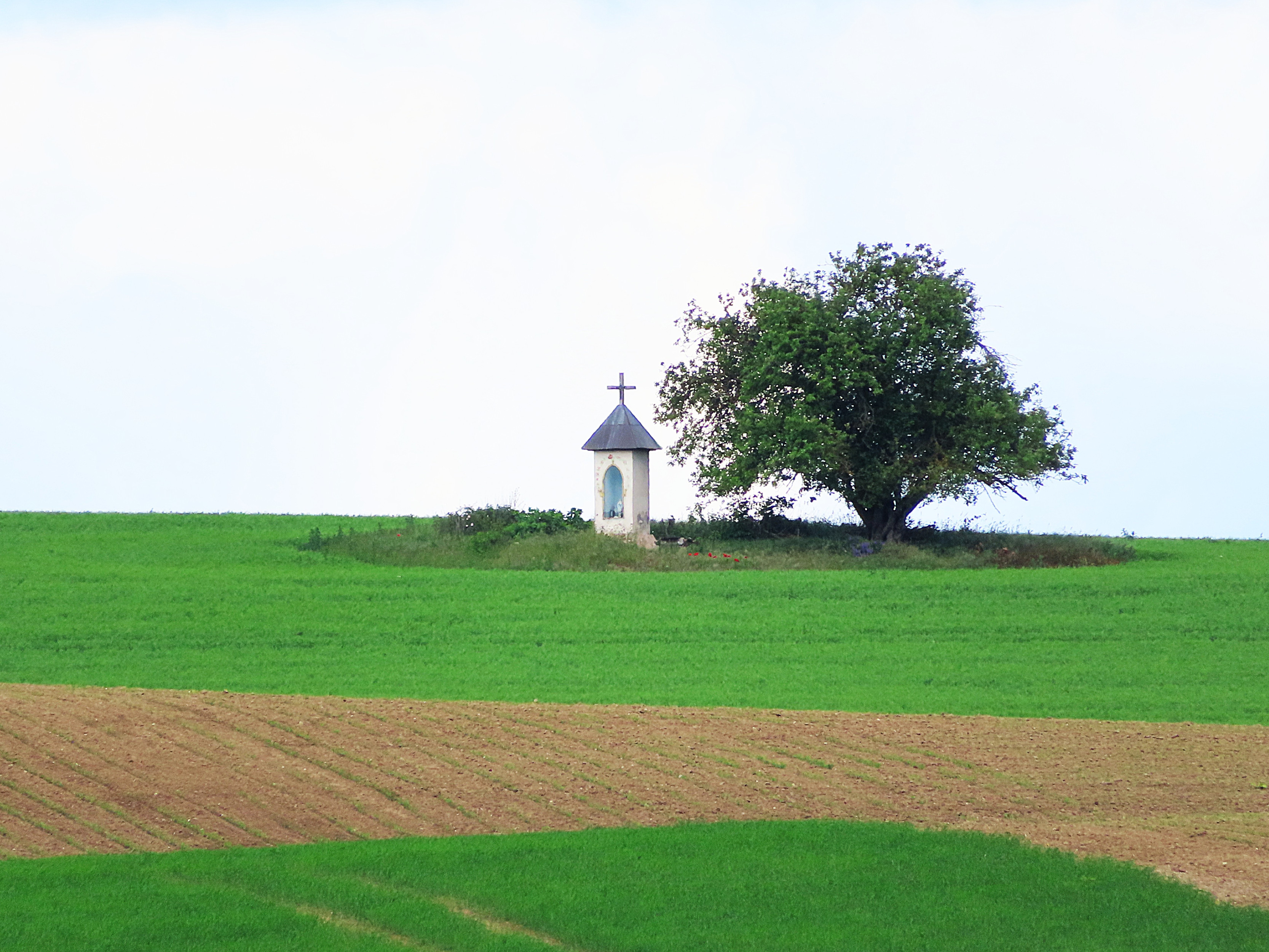
Bildstock auf dem Ketter Berg
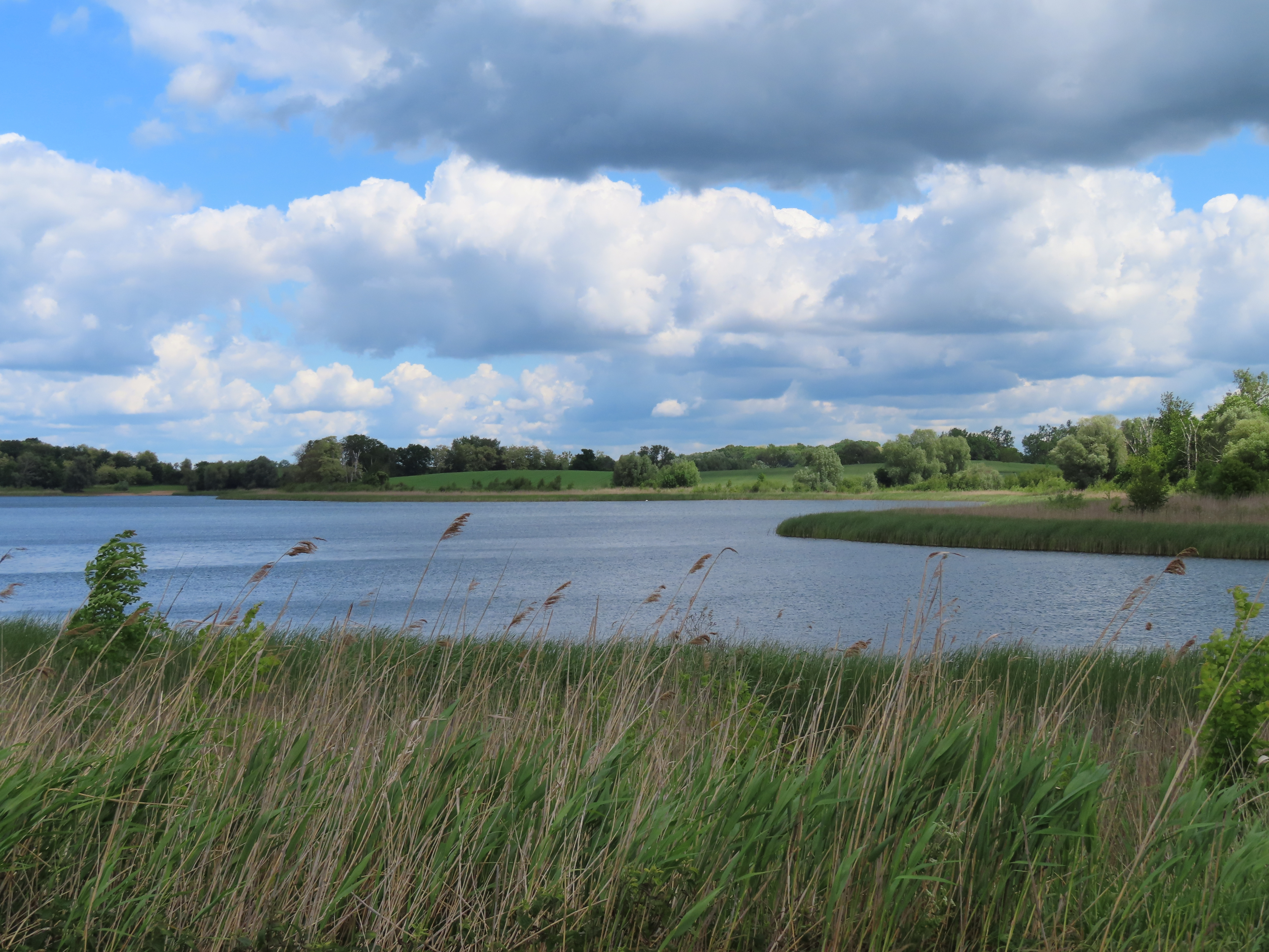
Blick auf den Jezioro Orzechów (Krebssee) bei Orzechów (Cedynia)
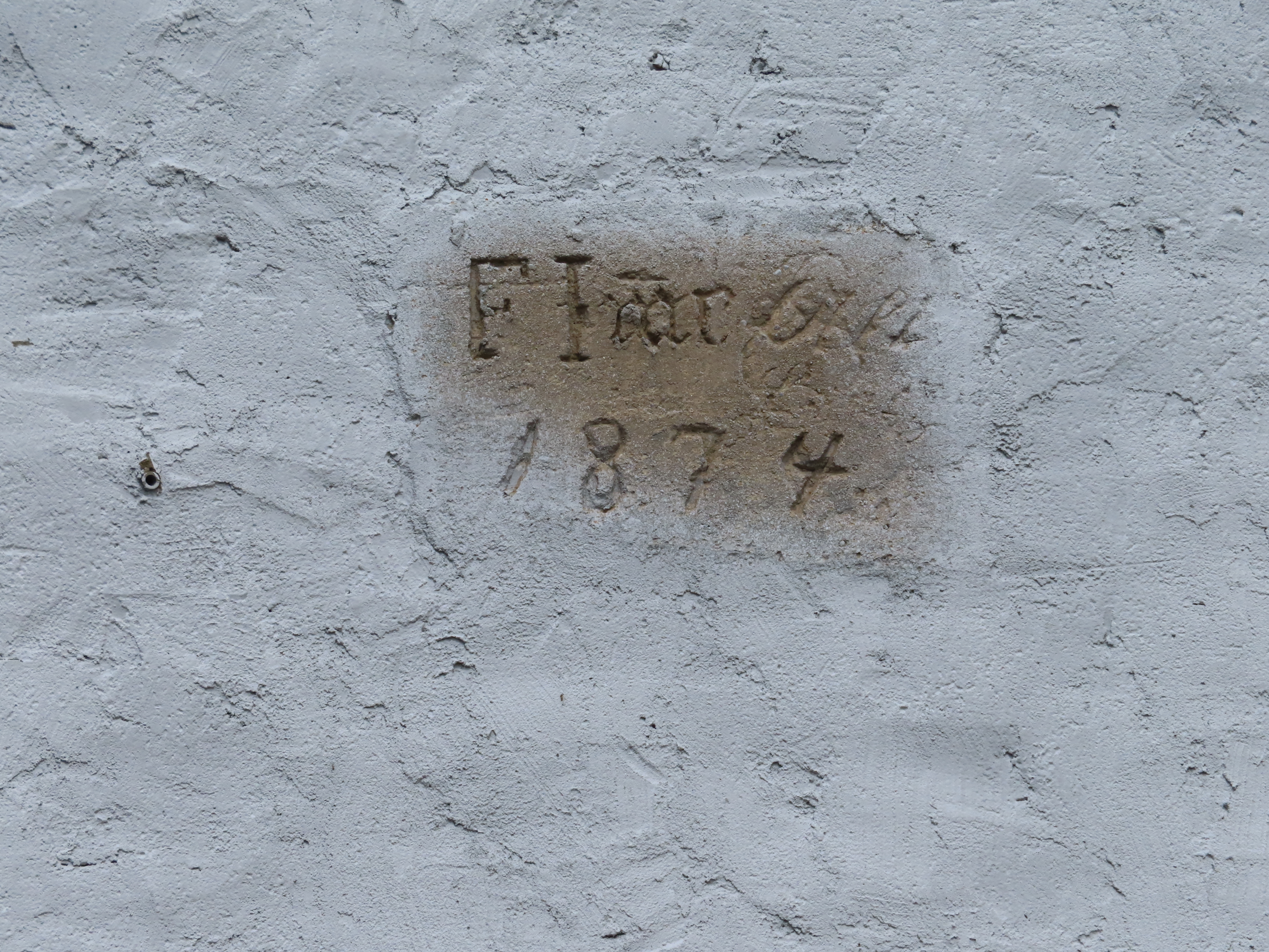
Historische Inschrift 1874 am Bauernhof in Orzechów (Cedynia) 2025